# Język batak toba

Słowo „batak” zapisane w piśmie batackim

Język batak toba, także batak (hata Batak, ᯂᯖ ᯅᯖᯂ᯲; hata Batak Toba, ᯂᯖ ᯅᯖᯂ᯲ ᯖᯬᯅ) – język austronezyjski używany przez Bataków Toba w prowincji Sumatra Północna w Indonezji, w rejonie jeziora Toba. Według danych z 1991 roku posługuje się nim 2 mln osób.
Jest bliski językom angkola i mandailing; te dwa etnolekty, wraz z batak toba, bywały rozpatrywane jako jeden język. Ludność Angkola i Mandailing, podobnie jak niektóre inne społeczności batackie, nie akceptuje nazwy „batak”. Sam etnonim „Batak” w powszechnym użyciu odnosi się do grupy Batak Toba i ich języka. „Batak” to także określenie jednej z grup etnicznych na Filipinach, niemniej chodzi o przypadkową zbieżność nazw.
Migranci Batak Toba zamieszkują różne regiony Indonezji, w tym inne zakątki Sumatry Północnej, prowincję Aceh i Jawę. Odnotowano, że poziom użycia rodzimego języka różni się w zależności od lokalizacji i grupy wiekowej. Na obszarach miejskich i w środowiskach mieszanych bywa wypierany przez język indonezyjski.
W II poł. XIX w. badaniem języka batak toba zajmował się H.N. van der Tuuk, autor pierwszego obszernego opracowania gramatycznego. Kolejną publikację książkową nt. batak toba, z przeznaczeniem do użytku misjonarskiego, sporządził J.H. Meerwaldt (1904). Na ten język przełożono Biblię. 
Jest zapisywany alfabetem łacińskim, który zastąpił rodzime pismo batackie. 